# Bartramia vagans
Bartramia vagans là một loài rêu trong họ Bartramiaceae. Loài này được Hook. & Wilson Mitt. mô tả khoa học đầu tiên năm 1869.